# Martyrs (nouvelle)
Pour les articles homonymes, voir Martyr (homonymie).
Martyrs est une nouvelle d’Anton Tchekhov, publiée en 1886.

## Historique
Martyrs est initialement publiée dans la revue russe Le Journal de Pétersbourg, numéro 225, du 18 août 1886. Le texte était signé A.Tchékhonté.

## Résumé
Lisa Koudrinskaïa raconte comment elle est tombée malade. Est-ce la limonade glacée au cognac ou les navets crus ? Elle a eu des spasmes à l’estomac. Elle est maintenant couchée et attend presque la mort : tout du moins c’est ce qu’elle dit à Vassia son mari. Elle s’imagine dans un cercueil avec les « admirateurs de son talent » autour d’elle.
Une nuit passe. 
Le lendemain, elle se sent mieux. Ses admirateurs sont venus la voir.
Le troisième jour, elle retourne à ses répétitions de théâtre. Vassia, qui était resté à son chevet tout le temps, retourne à son travail, épuisé.

## Édition française
- Martyrs, traduit par Madeleine Durand et Édouard Parayre, révision de Lily Dennis, éditions Gallimard, Bibliothèque de la Pléiade, 1967  (ISBN 978 2 07 0105 49 6).